# XO-5 b
XO-5 b (Makropulos) – planeta pozasłoneczna oddalona od Ziemi o 831 lat świetlnych. Orbituje wokół gwiazdy XO-5 (Absolutno) znajdującej się w gwiazdozbiorze Rysia. Planeta została odkryta przez zespół pod przewodnictwem Christophera J. Burke’a w 2008 roku i niezależnie potwierdzona rok później.
Tak jak pozostałe planety odkryte przez teleskop XO i ta zalicza się do gazowych olbrzymów. Swoimi rozmiarami XO-5 b przypomina Jowisza: masa planety równa się 1,08 MJ, zaś promień 1,03 RJ. Obiekt krąży po małej orbicie w odległości 0,0487 au od gwiazdy, przez co rok na powierzchni planety trwa jedynie 4,188 ziemskiego dnia.

## Nazwa
Planeta ma nazwę własną Makropulos, wywodzącą się z dramatu „Sprawa Makropulos” autorstwa Karela Čapka. Nazwa została wyłoniona w konkursie zorganizowanym w 2019 roku przez Międzynarodową Unię Astronomiczną w ramach stulecia istnienia organizacji. Uczestnicy z Czech mogli wybrać nazwę dla tej planety. Spośród nadesłanych propozycji zwyciężyła nazwa Makropulos dla planety i Absolutno dla gwiazdy.